# Онушко-Тиховська Лєна
Онушко-Тиховська Лєна (нар. 1932, Велика Білозерка) — канадська поетеса, гуморист і педагог українського походження.

## Життєпис
Народилася 1932 року у селі Великій Білозерці (нині Василівський район Запорізької області, Україна) в сім'ї вчителів. Дитинство провела в різних південно-східних місцевостях, де працював її батько.
У роки німецько-радянської війни потрапила до Німеччини, потім до Канади. Викладала українську літературу на курсах українознавства. У 1991 році приїздила в Україну. Мешкає в Онтаріо.

## Творчість
Авторка збірок: «Мережі 1» (1998), «Гумор у побуті» (2000), «Ліра» (2001), «Мережі 2» (2003).